# اکبولاک، قرقیزستان
اکبولاک، قرقیزستان (به لاتین: Akbulak, Kyrgyzstan) یک منطقهٔ مسکونی در قرقیزستان است که در استان اوش واقع شده‌است.

## خصوصیات
اکبولاک ۱٬۷۰۸ متر بالاتر از سطح دریا واقع شده‌است.